# Morisco
Con il nome di moriscos (in spagnolo, da moro) e mouriscos (in portoghese) si indicano i musulmani di al-Andalus (detti anche mori) convertitisi volontariamente o forzatamente al cristianesimo in seguito alla Pragmática de conversión forzosa entrata in vigore nel Regno di Castiglia e León nel 1502 (estesa nel 1526 anche alla Corona d'Aragona) e i loro discendenti. In precedenza agli appartenenti a tale gruppo era stato consentito di continuare, in maniera più o meno palese, le proprie pratiche di culto; la storiografia utilizza per designarli il termine mudéjar. La sistematica espulsione dei moriscos fu ordinata da Filippo III di Spagna e portata a compimento in varie fasi tra il 1609 e il 1613. Laddove nella Corona d'Aragona le espulsioni furono condotte con grande rigore, trovando inoltre il supporto della locale comunità cristiana e delle autorità locali, in Castiglia si ebbe una forte resistenza ad attuare tali politiche, che risultarono poco efficaci. In Castiglia le espulsioni si concentrarono inoltre sui musulmani di origine granadina che risultavano meno integrati nel tessuto sociale ed erano associati alla rivolta dei moriscos del 1568-1571. 

## Terminologia
Con il nome di moriscos si indicano i musulmani di Spagna che abbracciarono forzatamente la religione cristiana fra il 1492, anno della fine della Reconquista, e il 1526. Il nome fu peraltro usato, con connotazione dispregiativa, anche per i loro discendenti, fino alla definitiva espulsione dei musulmani, decretata nel quinquennio 1609-1614. Per i musulmani cui - in cambio di un tributo - era stato invece consentito vivere nei territori cristiani precedenti la Reconquista della penisola iberica, si era usata invece la parola castigliana mudéjar o quella catalana mudeixar.

## Storia
Il processo di conversione fu sostenuto dalle autorità ecclesiastiche e, in special modo, dall'arcivescovo di Toledo Francisco Jiménez de Cisneros, reggente di Spagna che, a partire dal 1498, iniziò una forzosa conversione degli arabi, dei berberi e degli ispanici in genere di fede islamica della penisola iberica, presenti nel corpo peninsulare da oltre ottocento anni.
Il processo di conversione provocò già nel dicembre del 1499 una rivolta nella zona dell'Albaicín di Granada e nell'Alpujarra, stroncata dalle forze dei sovrani spagnoli, mentre nel 1502 i musulmani castigliani furono costretti a scegliere fra conversione ed emigrazione. Analoga misura coinvolse poco dopo la Navarra. Nel 1526 la conversione fu ordinata per i musulmani di Valencia e Aragona. In realtà i sovrani spagnoli favorirono talvolta la tolleranza, quasi sempre la conversione (in entrambi i casi cercando di ostacolare l'emigrazione), e, solo con una legge del 1609 che entrava in vigore nel 1610, imposero l'emigrazione per chi non voleva convertirsi.
Nel 1568, nella zona di Granada, esplose la rivolta dei moriscos, una ribellione guidata da Abén Humeya (Abū Umayya), che si sviluppò in guerriglia e diede notevole filo da torcere agli spagnoli cristiani finché il re Filippo II non affidò al fratellastro Giovanni d'Austria la repressione dell'insurrezione. Abén Humeya venne assassinato dal cugino Aben Aboo nel 1569, mentre l'energico intervento del giovane condottiero ebbe ragione della rivolta, spentasi infine nel 1571. I musulmani deportati in Castiglia furono circa 84.000.
La repressione antislamica crebbe d'intensità negli anni a seguire e al divieto di possedere libri di argomento islamico si accompagnarono misure miranti a cancellare usanze che, a torto o a ragione, erano considerate legate alla cultura islamica: uso della lingua araba scritta e parlata, festività civili affermatesi però in periodo islamico. Crebbe anche in misura non indifferente la pressione fiscale nei confronti dell'elemento musulmano che costituiva ancora una notevole realtà demografica nelle campagne.
Nel 1609 si giunse alla decisione dell'espulsione: oltre 300 000 musulmani iberici partirono verso le vicine coste del Maghreb e verso i territori ottomani, specialmente alla volta della città di Istanbul. In queste aree islamiche avvertibile fu l'apporto dell'elemento spagnolo musulmano immigrato. In Andalusia si ebbe un periodo di crisi del settore agricolo per l'improvviso calo del numero dei coltivatori, alleviato tuttavia dalla gran massa di oro e di argento proveniente dal Nuovo Mondo. Solo nel 1640 gli ultimi musulmani dell'Andalusia erano tutti convertiti o erano emigrati dopo una presenza di poco meno di un millennio.